# Brian Griese
(en) Statistiques sur pro-football-reference
Brian David Griese (né le 18 mars 1975 à Miami) est un joueur américain de football américain. Il est le fils de l'ancien quarterback et membre du Pro Football Hall of Fame Bob Griese.

## Enfance
Griese fait ses études à la Christopher Columbus High School de Miami, jouant au football américain, basket-ball et au golf. En 1992, il est nommé dans la troisième équipe de la saison pour l'État de Floride.

## Carrière

### Université
En 1993, il entre à l'université du Michigan. Après son année de redshirt, il commence à jouer lors de la saison 1994 mais très peu. En 1995, il profite de la blessure du quarterback titulaire Scott Dreisbach pour une durée de cinq matchs pour prendre le poste de titulaire. Au début de la saison 1996, Dreisbach reprend son poste de titulaire et Griese joue dans l'escouade spéciale sur les punts (dégagements). Griese revient comme titulaire et finit la saison sur une défaite lors de l'Outback Bowl.
En 1997, Griese est nommé quarterback titulaire. Il aide les Wolverines à faire une saison sans défaite et à remporter le championnat national. Il dispute le Rose Bowl et est nommé MVP du match après avoir parcouru 251 yards à la passe et envoyé trois passes pour touchdown dans un match contre l'université d'État de Washington.
Dans sa carrière au Michigan, il a réussi 355 passes sur 606 (58,6 % de réussite) pour 4383 yards ainsi que trente-trois passes pour touchdown et dix-huit interceptées.

### Professionnel
Brian Griese est sélectionné au troisième tour du draft de la NFL de 1998 par les Broncos de Denver au quatre-vingt-onzième choix. Il débute comme remplaçant de Bubby Brister et John Elway. Pour sa première saison en NFL, il remporte le Super Bowl XXXIII avec les Broncos mais joue surtout comme remplaçant. En 1999, Elway annonce sa retraite, Griese est chargé de remplacer la légende. Il fait une bonne saison avant de faire une saison 2000 magnifique où il ne se fait intercepter que 1,2 % de ses passes (meilleur moyenne de la saison 2000) et obtient le meilleur QB Rating (Evaluation des quarterback sur un match, un mois, une saison, une carrière) de la saison 2000 avec 102,9. Il est sélectionné pour son seul Pro Bowl.
Il fait des saisons très régulières, gardant toujours un pourcentage de réussite au-dessus de soixante pour cent. Après la saison 2002, il est libéré par Denver pour être remplacé par l'ancien quarterback des Cardinals de l'Arizona Jake Plummer.
En juin 2003, il signe avec les Dolphins de Miami, là où son père est devenu une légende. Il devient titulaire après la blessure de Jay Fiedler et fait un excellent premier match en envoyant trois passes pour touchdown contre les Chargers de San Diego dans un match que Miami remporte. Il joue encore quatre matchs avant de ne plus apparaitre avec les Dolphins. En février 2004, il est résilié.
Il signe ensuite avec les Buccaneers de Tampa Bay. La première année avec les Buccs le voit faire le meilleur pourcentage de réussite à la passe de la NFL pour la saison avec 69,3 % de réussite en onze matchs. En 2005, il est victime d'une grave blessure qui le condamne pour le reste de la saison. Il est libéré par la franchise de Tampa Bay après une blessure au genou.
Le 21 mars 2006, il signe un contrat de cinq ans avec les Bears de Chicago. Il est désigné remplaçant de Rex Grossman par l'entraineur Lovie Smith. Il entre au cours de six matchs, dans les dernières minutes des matchs victorieux. Smith donne plus de temps de jeu à Griese lors des derniers matchs mais ses performances sont très moyennes. Finalement, les Bears remportent le titre de champion de la National Football Conference mais perdent le Super Bowl XLI contre les Colts d'Indianapolis.
Griese prend les commandes de l'attaque en 2007. Lors de son premier match comme titulaire contre les Lions de Détroit, il envoie deux passes pour touchdown mais se fait intercepter trois passes dans un match qui se solde par une défaite de Chicago. La semaine suivante, contre les Eagles de Philadelphie, il remporte le match après une bonne performance. Lors du dixième match de la saison, contre les Raiders d'Oakland, Grossman retrouve sa place de titulaire. Néanmoins, il le remplace une nouvelle fois contre les Redskins de Washington après une nouvelle blessure. Chicago n'ayant plus aucune chance d'atteindre les play-offs, Kyle Orton est désigné comme titulaire pour les trois derniers matchs de la saison.
Le 3 mars 2008, Griese est échangé aux Buccaneers de Tampa Bay en échange d'un choix du draft de 2009 des Buccs. Il est titulaire lors du second match de la saison, un match gagné à domicile contre les Falcons d'Atlanta 24-9. Il réussit dix-huit passes sur trente-et-une pour 160 yards avec une passe pour touchdown. La semaine suivante, il affronte son ancienne équipe des Bears de Chicago. Il se fait intercepter trois passes mais parvient à parcourir 407 yards à la passe ainsi que deux passes pour touchdown pour une victoire dans les prolongations le 21 septembre 2008 27-24. La semaine suivante, contre les Packers de Green Bay, il se fait intercepter une nouvelle fois trois passes mais envoie une passe pour touchdown et parcourt 149 yards pour permettre aux Buccs de gagner 30-21. Le 14 décembre 2008, Griese est titulaire à la place de Jeff Garcia, il réussit vingt-six passes sur trente-sept pour 269 yards et une passe pour touchdown mais se fait intercepter aussi une passe et se fait sacké à quatre reprises. Tampa Bay perd le match en prolongation 13-10. Griese est libéré le 13 juillet 2009. Il se retire des listes d'agents libres peu de temps après, annonçant sa retraite.

## Télévision
En 2009, Griese accepte de travailler avec la chaîne ESPN comme consultant pour la couverture des matchs de la NCAA.